# Petr Pavlán
Petr Pavlán (17. května 1873 Frenštát pod Radhoštěm – 1. ledna 1942?) byl český a československý politik a poslanec Revolučního národního shromáždění za Československou sociálně demokratickou stranu dělnickou.

## Biografie
Narodil se ve Frenštátu pod Radhoštěm. Jako dělník pak přišel na Ostravsko, kde se již za Rakouska-Uherska zapojil do organizování sociálně demokratické strany. Pracoval jako dělník v Přívoze u Ostravy. Angažoval se i v podpoře českojazyčného školství v regionu. Patřil mezi spolupracovníky sociálně demokratického poslance Říšské rady Čeňka Pospíšila. V roce 1918 byl ve Slezské Ostravě ve vedení Národního výboru, který přebíral v tomto městě moc do československých rukou.
Po vzniku republiky zasedal v Revolučním národním shromáždění za Československou sociálně demokratickou stranu dělnickou. Byl profesí úředníkem okresní nemocenské pokladny.
V parlamentních volbách roku 1925 kandidoval v ostravském volebním kraji na třetím místě kandidátky sociálních demokratů. Uváděl se jako ředitel okresní nemocenské pokladny ve Slezské Ostravě. Zvolen ale nebyl.
Během německé okupace působil v protinacistickém odboji. Byl jedním z vedoucích představitelů Slezské matice osvěty lidové. Za svou činnost byl zatčen gestapem a umučen.